# Putthipong Assaratanakul
 (janvier 2025).
La mise en forme du texte ne suit pas les recommandations de Wikipédia : il faut le « wikifier ».
Les points d'amélioration suivants sont les cas les plus fréquents. Le détail des points à revoir est peut-être précisé sur la page de discussion.
- Les titres sont pré-formatés par le logiciel. Ils ne sont ni en capitales, ni en gras.
- Le texte ne doit pas être écrit en capitales (les noms de famille non plus), ni en gras, ni en italique, ni en « petit »…
- Le gras n'est utilisé que pour surligner le titre de l'article dans l'introduction, une seule fois.
- L'italique est rarement utilisé : mots en langue étrangère, titres d'œuvres, noms de bateaux, etc.
- Les citations ne sont pas en italique mais en corps de texte normal. Elles sont entourées par des guillemets français : « et ».
- Les listes à puces sont à éviter, des paragraphes rédigés étant largement préférés. Les tableaux sont à réserver à la présentation de données structurées (résultats, etc.).
- Les appels de note de bas de page (petits chiffres en exposant, introduits par l'outil «  Source ») sont à placer entre la fin de phrase et le point final[comme ça].
- Les liens internes (vers d'autres articles de Wikipédia) sont à choisir avec parcimonie. Créez des liens vers des articles approfondissant le sujet. Les termes génériques sans rapport avec le sujet sont à éviter, ainsi que les répétitions de liens vers un même terme.
- Les liens externes sont à placer uniquement dans une section « Liens externes », à la fin de l'article. Ces liens sont à choisir avec parcimonie suivant les règles définies. Si un lien sert de source à l'article, son insertion dans le texte est à faire par les notes de bas de page.
- La présentation des références doit suivre les conventions bibliographiques. Il est recommandé d'utiliser les modèles {{Ouvrage}}, {{Chapitre}}, {{Article}}, {{Lien web}} et/ou {{Bibliographie}}. Le mode d'édition visuel peut mettre en forme automatiquement les références.
- Insérer une infobox (cadre d'informations à droite) n'est pas obligatoire pour parachever la mise en page.

Pour une aide détaillée, merci de consulter Aide:Wikification.
Si vous pensez que ces points ont été résolus, vous pouvez retirer ce bandeau et améliorer la mise en forme d'un autre article.
Putthipong Assaratanakul (thaï : พุฒิพงศ์ อัสสรัตนกุล), également connu sous le nom de Billkin (thaï : บิวกิ้น) est un acteur et chanteur thaïlandais, né le 8 octobre 1999. Il est connu pour ses rôles de Tao dans Rak chut jai nai chukchoen (th) (2019), de Teh dans Plae rak chan duai chai thoe (th) (2020), et de M dans Comment devenir riche (grâce à sa grand-mère), énorme succès commercial en 2024.

## Biographie
Billkinest né à Bangkok, en Thaïlande. Son père a d'abord envisagé de lui donner le surnom de « Bourriquet » (il a des frères et sœurs aînés nommés Mickey et Winnie) mais l'a plus tard changé en « Bill ». Il a terminé ses études secondaires au collège de Saint-Gabriel. Il étudie actuellement l'administration des affaires (programme international), majeure en marketing à la Faculté de commerce et de comptabilité de l'université Thammasat, s'étant inscrit en 2018.

## Carrière

### Débuts
Billkin commence dans l'industrie du divertissement en tant qu'acteur sous le label Nadao Bangkok (en). Il fait du mannequinat et du théâtre pour divers projets, comme dans Please... Siang Riak Winyan en 2017. En 2018, il a un rôle secondaire dans le film Brother of the Year. En 2019, il devient populaire grâce son rôle du Docteur Tao dans Rak chut jai nai chukchoen (th). Il y est associé à Krit Amnuaydechkorn (en), aussi connu sous le nom de PP ou PP Krit, qui joue le rôle de Tewkao. Les deux artistes vont se retrouver dans des productions ultérieures.
Billkin se fait connaître comme chanteur en interprétant You Are My Everything, la bande originale de My Ambulance. À cette période, il est également l'un des animateurs de Love Mission, une émission en ligne de GoodDay. Le 14 mai 2020, Billkin sort son premier single กอดในใจ (Kot nai chai) sous Nadao Music, avec son collègue artiste de Nadao Bangkok, Kritsanapoum Pibulsonggram (Jaylerr).

### Plae rak chan duai chai thoe(2019-2021)
En octobre 2019, il est prévu de produire une série télévisée dans laquelle Billkin et PP Krit seraient les deux acteurs qui incarneraient les rôles principaux. Le projet, avec le titre provisoire BKPP: The Series, est annoncé en février 2020 et devait sortir en juillet de la même année. En raison des restrictions gouvernementales imposées en Thaïlande de la pandémie de COVID-19, la production de la série est retardée et sa sortie repoussée à octobre 2020. Le 30 septembre 2020, la première chanson de la série, กีดกัน (Skyline), chanté par Billkin, est dévoilée. I Told Sunset About You a finalement été diffusée du 22 octobre 2020 au 19 novembre 2020 sur LineTV et Vimeo. Le 29 octobre 2020, Billkin sort แปลไม่ออก (Plae mai ok), deuxième single destiné à la série. Le jour de la sortie du dernier épisode, la chanson โคตรพิเศษ (Khot phiset) toujours interprétée par Billkin est publiée. La série remporte un franc succès que ce soit en Thaïlande ou à l'international. Le nombre de vues a atteint plus de 10 millions de vues après la sortie de l'épisode 3.
I Told Sunset About You est seulement la première partie de la série. En effet, la deuxième partie, intitulée I Promised You the Moon prévue le 11 mars 2021, est révélée avec le cinquième et dernier épisode de la partie 1 et officiellement annoncée lors d'une conférence de presse le 21 novembre. Cependant, sa sortie est reportée en raison de pandémie COVID-19. Une nouvelle date de sortie prévue pour le 27 mai 2021 a été annoncée en février. Un court métrage de 14 minutes, intitulé Dernier Crépuscule à Phuket, sort le 20 mai 2021, servant de pont thématique entre le deux parties. Le 29 avril 2021, la chanson Safe Zone, où on retrouve Billkin et PP Krit en duo, est dévoilée. La partie 2 est finalement diffusée du 27 mai au 24 juin 2021 sur Line TV et Vimeo. Le 20 juin 2021, on retrouve Billkin et PP Krit en duo dans la chanson ทะเลสีดำ (Tha le si da). Le 19 juin, c'est au tour du titre หลอกกันทั้งนั้น , chanté par Billkin, d'être diffusée. Le 25 juin 2021, un jour après la diffusion du dernier épisode, la chanson ไม่ปล่อยมือ est publiée sur la chaîne YouTube de Nadao Bangkok. C'est une nouvelle fois un duo avec PP Krit.

### 2021 - 2023
Le 16 janvier 2021, la marque Lay's publie la chanson promotionnelle มันดีเลย (« C'est tellement bon ») interprétée par Billkin, PP Krit, Palitchoke Ayanaputra et PEARWAH.
Le 1er juillet 2021, la chaîne YouTube Disney+ Hotstar Thailand dévoile la chanson บิวกิ้น วี แอลลี่ interprétée par Billkin avec les chanteuses thaïlandaises Ally et Violette Wautier.
Billkin sort aussi, de temps en temps, des reprises versions live sur la chaîne YouTube de Nadao Bangkok (en). On peut notamment citer ses reprises de Back at One (en), un titre de Brian McKnight écrit en 1999, ou de แปลไม่ออก avec la chanteuse thaïlandaise INK.

### 2024 -:Comment devenir riche (grâce à sa grand-mère)
En 2024 sort le film Comment devenir riche (grâce à sa grand-mère), où il interprète un étudiant décrocheur nouant une relation forte avec sa grand-mère mourante. Le film est salué par la critique et est un énorme succès commercial dépassant les frontières de la Thaïlande ; il est sélectionné pour représenter la Thaïlande à l'Oscar du meilleur film international retenu.

## Filmographie

### Film
| Année | Titre                                         | Rôle | Remarques                             | Ref.  |
| ----- | --------------------------------------------- | ---- | ------------------------------------- | ----- |
| 2019  | N̂xng.Phī̀.Thī̀rạk (th)                          | Bon  | Rôle d'invité                         | [ 9 ] |
| 2024  | Comment devenir riche (grâce à sa grand-mère) | M    | A abandonné ses études universitaires | [ 3 ] |

### Télévision
| Année | Titre                                        | Rôle    | Remarques       | Ref.   |
| ----- | -------------------------------------------- | ------- | --------------- | ------ |
| 2017  | Please... Siang Riak Winyan                  | Tle     | Rôle de soutien | [ 26 ] |
| 2019  | Rak chut jai nai chukchoen (th)              | Tao     | Rôle de soutien | [ 27 ] |
| 2019  | One Year (th)                                | Porsche | Rôle de soutien | [ 28 ] |
| 2020  | Plae rak chan duai chai thoe (th) (saison 1) | Teh     | Rôle principal  | [ 29 ] |
| 2021  | Plae rak chan duai chai thoe (th) (saison 2) | Teh     | Rôle principal  | [ 30 ] |

## Discographie
| Année | Titre de la chanson                                   | Album                                                 | Ref.   |
| ----- | ----------------------------------------------------- | ----------------------------------------------------- | ------ |
| 2017  | ไม่กลัว (Mai glua) ft. Tytan Teepprasan                 | OST. Please...Seiyng Reiyk Wiyyan                     | [ 31 ] |
| 2019  | You Are My Everything                                 | OST. My Ambulance                                     | [ 29 ] |
| 2020  | กอดในใจ (Kot nai chai) ft. Kritsanapoom Pibulsonggram | Single                                                | [ 10 ] |
| 2020  | กีดกัน (Kit Kan/Skyline)                                | OST. I Told Sunset About You                          | [ 13 ] |
| 2020  | แปลไม่ออก (Plae mai ok)                                | OST. I Told Sunset About You                          | [ 32 ] |
| 2020  | โคตรพิเศษ (Khot phiset                                 | OST. I Told Sunset About You                          | [ 33 ] |
| 2021  | Duo รู้งี้เป็นแฟนกันตั้งนานแล้ว (Safe Zone) duet with PP Krit  | OST. แปลรักฉันด้วยใจเธอ Part 2 (I Promised You the Moon) | [ 34 ] |
| 2021  | "หลอกกันทั้งนั้น" (Fake News)                              | OST. แปลรักฉันด้วยใจเธอ Part 2 (I Promised You the Moon) | [ 35 ] |
| 2021  | "ทะเลสีดำ" (Ta Lay See Dum) en duet with PP Krit       | OST. แปลรักฉันด้วยใจเธอ Part 2 (I Promised You the Moon) | [ 36 ] |
| 2021  | "ไม่ปล่อยมือ" (Coming of Age) en duet with PP Krit       | OST. แปลรักฉันด้วยใจเธอ Part 2 (I Promised You the Moon) | [ 37 ] |

## Récompenses et nominations
| Année | Nomination                                  | Catégorie                                                     | Prix                            | Résultats | Refs.  |
| ----- | ------------------------------------------- | ------------------------------------------------------------- | ------------------------------- | --------- | ------ |
| 2020  | "You Are My Everything"                     | Meilleure bande originale officielle                          | Prix Maya                       | Nommé     | ,      |
| 2020  | “แปลรักฉันด้วยใจเธอ” (I Told Sunset About You) | Acteur étranger le plus populaire                             | The 5th Weibo TV Series Awards  | Nommé     | [ 40 ] |
| 2021  | "แปลไม่ออก" (Can’t Translate)                | Meilleure bande originale officielle                          | Yniverse Awards 2020            | Gagné     | [ 41 ] |
| 2021  | “แปลรักฉันด้วยใจเธอ” (I Told Sunset About You) | Meilleur acteur (partagé avec Krit Amnuaydechkorn)            | Yniverse Awards 2020            | Gagné     | [ 41 ] |
| 2021  | “แปลรักฉันด้วยใจเธอ” (I Told Sunset About You) | Meilleur acteur principal                                     | 17th Komchadluek Awards         | Gagné     | [ 42 ] |
| 2021  | “แปลรักฉันด้วยใจเธอ” (I Told Sunset About You) | Prix du chanteur populaire                                    | 17th Komchadluek Awards         | Gagné     | [ 42 ] |
| 2021  | Billkin                                     | Nouvel artiste de l'année                                     | Joox Thailand Music Awards 2021 | Gagné     | [ 43 ] |
| 2021  | "กีดกัน" (Kit Kan/Skyline)                    | Meilleure chanson thaïlandaise                                | Line TV Awards 2021             | Gagné     | [ 44 ] |
| 2021  | “แปลรักฉันด้วยใจเธอ” (I Told Sunset About You) | Meilleure scène de baiser (partagée avec Krit Amnuaydechkorn) | Line TV Awards 2021             | Gagné     | [ 44 ] |
| 2021  | “แปลรักฉันด้วยใจเธอ” (I Told Sunset About You) | Meilleur couple (partagé avec Krit Amnuaydechkorn)            | Line TV Awards 2021             | Gagné     | [ 44 ] |